# Ivan Mustapić
Ivan Mustapić (ur. 9 lipca 1966 w Posušju) – chorwacki lekkoatleta, który specjalizował się w rzucie oszczepem. W pierwszych latach kariery startował w reprezentacji Jugosławii.
Złoty medalista igrzysk śródziemnomorskich w 1993 roku z wynikiem 79,46. Trzykrotny uczestnik mistrzostw świata – Rzym 1987, Stuttgart 1993 i Göteborg 1995. W żadnym ze startów nie awansował do finału. Czterokrotny mistrz Chorwacji w latach 1992–1996. Rekord życiowy: 82,70 m (25 lipca 1992, Zagrzeb) – jest to jednocześnie rekord Chorwacji.